# Кашма
Кашма — река в Тамбовской области России, правый приток Цны (бассейн Волги). Длина реки составляет 111 км. Площадь водосборного бассейна — 2440 км². Высота истока — 181 м над уровнем моря.

## Данные водного реестра
По данным государственного водного реестра России относится к Окскому бассейновому округу, водохозяйственный участок реки — Цна от города Тамбов и до устья, речной подбассейн реки — Мокша. Речной бассейн реки — Ока.
Код объекта в государственном водном реестре — 09010200312110000029201.

### Притоки (км от устья)
- 24 км: река Вязка (пр)
- 35 км: река Большой Ломовис (лв)
- 53 км: ручей Шача
- 61 км: река Таракса (Пичаевка) (пр)
- 77 км: река Вышенка (пр)
- 89 км: река Рудовка (пр)
- 98 км: река Голыш (лв)
- 100 км: река Барсучка (пр)